# Freddy Alborta
Freddy Alborta (* 1932 in Bolivien; † 17. August 2005 in La Paz, Bolivien) war ein bolivianischer Fotograf und Dokumentarfilmer.
Internationale Bekanntheit erlangte er 1967 durch sein Foto, das den toten Che Guevara, umgeben von Militärs und herbeigerufenen Zivilisten in seiner Aufbahrung im Ort Vallegrande zeigt, kurz nachdem dieser von bolivianischen Soldaten erschossen worden war. Das Foto mit 35-mm-Film ging durch die Medien auf der ganzen Welt und galt als Beweis für den Tod Che Guevaras. Alborta selbst erhielt für diese Aufnahme $ 75. Er machte sich einen Namen mit Bildreportagen über die Völker der Anden und erhielt Aufträge von United Press International und Associated Press, seine Arbeiten erschienen auch in bolivianischen Zeitungen.